# ルーカス・マルケス・ジ・オリヴェイラ
ルーカス・マルケス（Lucas Marques）ことルーカス・マルケス・ジ・オリヴェイラ（ポルトガル語: Lucas Marques de Oliveira、1995年5月24日 - ）は、ブラジルのサッカー選手。ポジションはMFまたはDF。

## クラブ歴
SCインテルナシオナルの下部組織出身。2015年5月23日にカンピオナート・ブラジレイロ・セリエAでトップチーム初出場。2016年はCEラジェアデンセに期限付き移籍した。復帰後はBチームに送られたために契約を更新せず12月に退団。
2017年1月4日にアソシアソン・シャペコエンセ・ジ・フチボウに1年契約で加入。
2018年にECヴィトーリアに加入。
2018年12月30日、CDサンタ・クララに2年半契約で移籍した。
2021年6月16日、CDマフラに移籍した。

## タイトル
シャペコエンセ
- カンピオナート・カタリネンセ: 2017